# Eichsee
Der Eichsee ist ein mineralischer Kleinsee in den Loisach-Kochelsee-Mooren. Er entwässert über den Triftkanal. Er wird nur durch Grundwasser gespeist.
Am Eichsee befindet sich eine Badestelle. Der See ist einer der kleinsten Badeseen im Landkreis Garmisch-Partenkirchen.
Der Eichsee ist zu Fuß von Großweil aus zu erreichen, Distanz ca. 1 km.
Weitere Kleinseen in den Loisach-Kochelsee-Mooren sind Höllsee, Rohrsee, Fichtsee, Rettensee, Haselsee und Karpfsee.
2023 verkaufte die Öko-Genossenschaft Klostergut Schlehdorf e.G. einige Flächen in der Nähe des Eichsees für 500 000 Euro an den Landesbund für Vogel- und Naturschutz in Bayern. Die Klostergut Schlehdorf e.G. verwendete das Geld mit anderen Geldern um am weiter westlichen liegenden Karpfsee zu kaufen. Vor 2021 gehörten die diese Flächen den Dominikanerinnen vom Kloster Schlehdorf, die Öko-Genossenschaft bewirtschafte die Flächen seit 2012. Die Grünlandflächen am Eichsee und Karpfsee sollen weiter als Lebensraum für seltene oder bedrohte Arten dienen.